# Jerzy Samuel Kostrowicki
Jerzy Samuel Kostrowicki (Kościeniewo, 1918. január 27. – Varsó, 2002. július 11.) lengyel földrajztudós, a Magyar Tudományos Akadémia tiszteleti tagja. Irena Kostrowicka gazdaságtörténész férje.

## Életútja
1942 és 1944 között a lengyel Honi Hadsereg katonájaként harcolt a második világháborúban. 1945–1946-ban a Fővárosi Újjáépítési Hivatalban dolgozott demográfusként, 1946-tól pedig a Területi Tervezési Hivatal alkalmazásában állt. Időközben elvégezte a varsói Kereskedelmi Főiskolát, majd 1947 és 1954 között a varsói Tervezési és Statisztikai Központi Főiskola gazdaságföldrajzi tanszékén oktatott előbb tanársegédként, 1949-től adjunktusként. 1953-tól a Lengyel Tudományos Akadémia Földrajzi Intézetének munkatársa, 1953 és 1960, illetve 1972 és 1977 között igazgatóhelyettese volt. 1978-tól 1987-es nyugdíjazásáig igazgatóként irányította az intézet munkáját. Pályája során több tengerentúli egyetemen oktatott vendégprofesszorként: 1961-ben az amerikai Minnesotai, 1966–1967-ben az Oregoni, 1967-ben a Washingtoni Egyetemen, 1975-ben pedig a kanadai Ottawai Egyetemen.

## Munkássága
Fő kutatási területe a gazdaságföldrajz volt, behatóan foglalkozott a mezőgazdaság és a város viszonyrendszerével, településföldrajzzal, a földhasználati formák tipologizálásával.
1968-tól főszerkesztője volt a Przegląd geograficzny című szakfolyóiratnak. 1972-től részt vett a magyar Akadémiai Kiadó gondozásában megjelenő Geography of World Agriculture, 1982 és 1985 között pedig a lengyel Geographica Polonica kiadványsorozat szerkesztésében.

### Társasági tagságai és elismerései
1973-tól a Lengyel Tudományos Akadémia levelező, 1983-tól rendes tagja. 1986-ban a Magyar Tudományos Akadémia tiszteleti tagjává választották. 1964 és 1976 között a Nemzetközi Földrajzi Unió mezőgazdasági tipológiai bizottság munkáját elnökölte, ezt követően 1984-ig az unió alelnöki tisztét töltötte be. 1984 és 1988 között a Nemzetközi Társadalomtudományi Tanács vezetőségi tagja volt.

### Főbb művei
- Środowisko geograficzne Polski: Warunki przyrodnicze rozwoju gospodarki narodowej. Warszawa: Państwowe Wydawnictwo Naukowe, 1957
- Geografia gospodarcza Polski: Praca zbiorowa. Warszawa: Państwowe Wydawnictwo Naukowe, 1959
Angolul: Economic geography in Poland. Warszawa: Państwowe Wydawnictwo Naukowe, 1959
- Metodyka badań przestrzennych rolnictwa. Warszawa: Państwowe Wydawnictwo Naukowe 1966 (többekkel)
- Polish agriculture: Characteristics, types and regions. Budapest: Akadémiai, 1972 (Roman Szczesnyvel)
- Polska: Przyroda, osadnictwo, architektura. Warszawa: Arkady, 1969
Angolul: Poland: Nature, settlement, architecture. Warsaw: Arkady, 1973
- Zarys geografii rolnictwa. Warszawa: Państwowe Wydawnictwo Naukowe, 1973
- The tipology of world agriculture, 1974
- Polska: Krajobraz i architektura. Warszawa: Arkady, 1980 (Irena Kostrowickával)
- Agricultural classifications: A review of methodology. Warszawa: PAN, 1990